# Estrutura orgânica covalente
Estruturas orgânicas covalentes (covalent organic frameworks ou COFs em inglês) são uma classe de polímeros porosos que formam estruturas bidimensionais ou tridimensionais por meio de reações entre precursores orgânicos, resultando em ligações covalentes fortes para fornecer materiais porosos, estáveis e cristalinos. Os COFs surgiram como um campo do domínio abrangente dos materiais orgânicos, à medida que os pesquisadores otimizaram tanto o controle sintético quanto a seleção de precursores. Essas melhorias na química de coordenação permitiram que materiais orgânicos não porosos e amorfos, como polímeros orgânicos, avançassem para a construção de materiais porosos e cristalinos com estruturas rígidas que garantiam estabilidade excepcional do material em uma ampla gama de solventes e condições. Através do desenvolvimento da química reticular, o controle sintético preciso foi alcançado e resultou em estruturas nanoporosas ordenadas com orientação estrutural altamente preferencial e propriedades que poderiam ser sinergicamente aprimoradas e amplificadas. Com a seleção criteriosa de unidades secundárias de construção (SBUs) COF, ou precursores, a estrutura final poderia ser predeterminada e modificada com controle excepcional, permitindo o ajuste fino das propriedades emergentes. Esse nível de controle facilita que o material COF seja projetado, sintetizado e utilizado em diversas aplicações, muitas vezes com métricas em escala ou que superam as das abordagens atuais de última geração.

## História
Enquanto estavam na Universidade de Michigan, Omar M. Yaghi (atualmente na U. C. Berkeley) e Adrien P. Cote publicaram o primeiro artigo de COFs em 2005, relatando uma série de COFs 2D. Eles relataram o projeto e a síntese bem-sucedida de COFs por reações de condensação de ácido fenil diborônico (C 6H4 [B(OH)2]2) e hexa-hidroxitrifenileno (C 18 H 6 (OH) 6). Estudos de difração de raios X de pó de produtos altamente cristalinos com fórmulas empíricas (C 3 H 2 BO) 6 · (C 9 H 12) 1 (COF-1) e C 9 H 4 BO 2 (COF-5) revelaram camadas grafíticas porosas expandidas bidimensionais que apresentam conformação escalonada (COF-1) ou conformação eclipsada (COF-5). Suas estruturas cristalinas são inteiramente mantidas por fortes ligações entre átomos de B, C e O para formar arquiteturas porosas rígidas com tamanhos de poros variando de 7 a 27 Angstroms. COF-1 e COF-5 apresentam alta estabilidade térmica (para temperaturas de até 500 a 600 °C), porosidade permanente e altas áreas de superfície (711 e 1590 metros quadrados por grama, respectivamente).
A síntese de COFs 3D foi dificultada por desafios práticos e conceituais de longa data até ser alcançada pela primeira vez em 2007 por Omar M. Yaghi e colegas, que receberam o Prêmio Newcomb Cleveland. A equipe de pesquisa sintetizou e projetou o primeiro 3D-COF; COF-103 e COF-108, ajudando a desencadear esse novo campo. Ao contrário dos sistemas 0D e 1D, que são solúveis, a insolubilidade das estruturas 2D e 3D impede o uso da síntese gradual, tornando seu isolamento na forma cristalina muito difícil. Este primeiro desafio, no entanto, foi superado pela escolha criteriosa de blocos de construção e pelo uso de reações de condensação reversíveis para cristalizar COFs.

## Estrutura
Sólidos cristalinos porosos consistem em unidades de construção secundárias (SBUs) que se reúnem para formar uma estrutura periódica e porosa. Um número quase infinito de estruturas pode ser formado por meio de várias combinações de SBU, levando a propriedades de material exclusivas para aplicações em separações, armazenamento e catálise heterogênea.